# Wera Arsenjewna Balandina
Wera Arsenjewna Balandina, geborene Jemeljanowa, (russisch Вера Арсеньевна Баландина, урожд. Емельянова; * 5. Februarjul. / 17. Februar 1871greg. im Dorf Nowosjolowo, Gouvernement Jenisseisk; † 3. November 1943 in Kasan) war eine russische bzw. sowjetische Chemikerin und Mäzenin.

## Leben
Balandina stammte aus einer Kaufmannsfamilie. Nach dem Abschluss 1887 mit Goldmedaille am Krasnojarsker Achtklassen-Mädchengymnasium studierte sie in St. Petersburg an den Höheren Bestuschew-Frauenkursen mit Abschluss 1893 in der Abteilung für Physikalische Chemie. Themen ihrer beiden Studentenarbeiten waren die Goldgewinnung in der Jenisseisk-Taiga und die Flora Russlands. Sie wurde mit Nikola Jadrinzew und Grigori Potanin bekannt. Im September 1893 heiratete sie den Kaufmann 1. Gilde Alexander Balandin (1857–1919).
In Paris hörte Balandina 1893–1894 Vorlesungen an der Universität von Paris und arbeitete im Institut Pasteur bei Carl Graebe. Außerdem studierte sie Malerei, Literatur und Bibliothekswesen und wurde mit der Schriftstellerin Jewgenija Konradi bekannt.
Als Magistra der Naturwissenschaften kam Balandina 1895 nach Jenisseisk zurück und begann die Arbeit zur Herausgabe der Werke Konradis. Die Vorbereitungsarbeit übernahm der Publizist Maxim Antonowitsch. Anderthalb Jahre nach dem Tod Konradis 1898 in Paris gab Balandina die drei Bände der Werke Konradis heraus. Das Bildungsministerium empfahl die Ausgabe für alle Bibliotheken der Einrichtungen der mittleren Bildung.
Balandina hatte 1895 in Jenisseisk eine kostenlose  Sonntagsschule für Mädchen eingerichtet. An dem in den Jenissei mündenden Fluss Melnitschnaja 90 km von Jenisseisk entfernt  entdeckte sie 1897 den ersten Diamanten in Ostsibirien, der dann von dem Mineralogen Sergei Glinka der Universität St. Petersburg untersucht wurde.
Als 1898 Balandinas mit Goldfeldern reich gewordener Schwiegervater Alexei Balandin starb, erbte ihr Mann dessen Besitz im Okrug Jenisseisk. Sie richtete nun ein Stipendium für Studentinnen der St. Petersburger Höheren Bestuschew-Frauenkurse aus Sibirien ein. Mit ihrem Mann stiftete sie 50.000 Rubel für den Bau eines kostenlosen Balandin-Volkslesesaals in Jenisseisk, der im August 1898 eröffnet wurde. Im April 1898 hatte sie in ihrem neuen Steingebäude eine Mädchengrundschule eröffnet und dazu ihre  private Bibliothek eingerichtet, denn das Bildungsministerium hatte den kostenlosen Bibliotheken den Erwerb und die Aufstellung vieler Ausgaben verboten. Sie schickte Bücher an Schulbibliotheken und hielt Vorlesungen. Regelmäßig schenkte sie Geld der Zweiklassen-Landschule in  Nowosjolowo und der Einklassen-Landschule in Bolschoi Chabyk bei Nowosjolowo. Im Dezember 1898 kam ihr Sohn Alexei zur Welt.
Im Winter 1899/1900 studierte Balandina an der École de Chimie der Universität Genf. 1902 eröffnete sie in Nowosjolowo im Haus ihres Großvaters die erste Kinderkrippe im Gouvernement Jenisseisk, in der die meisten der etwa 30 Kinder bis zu einem Jahr alt waren. Am Ende des Jahres eröffnete sie das erste kostengünstige Speiselokal für arme Menschen im Gouvernement Jenisseisk. Auch gründete sie 1902 eine private Schule im Dorf Ust-Syda bei Abakan und baute in Minussinsk eine Wetterstation.
Die Familie Balandin siedelte sich 1902 am Unjuk-Gebirge am Jenissei bei Minussinsk an. Die Siedlung erhielt den Namen Balandino, der nach der Oktoberrevolution durch Unjuk ersetzt wurde. Eine fünfstöckige Mühle und große Getreide-Speicher wurden gebaut, elektrische Beleuchtung wurde eingeführt, und eine Kreditgesellschaft wurde gegründet. Balandina legte einen Garten an, in dem neben einheimischen Bäumen auch chinesische Apfel- und Kirschbäume und Bäume aus anderen Regionen wuchsen. Sie betrieb ein Weizen-Versuchsfeld, und ihr Saatgut wurde von den örtlichen Bauern benutzt. Sie veröffentlichte Arbeiten zur Entwicklung des Gouvernements Jenisseisk und 1903 auch eine Broschüre über Kredite für die Landbevölkerung.
Im Februar 1904 verbrannte Balandinas chemisches Laboratorium mit allen wertvollen Geräten, Reagenzien, Büchern, Zeitschriften, ihren Aufzeichnungen ihrer Studienzeit und den Daten ihrer Untersuchung des Wassers des Plodbischtschenskoje-Sees bei Jenisseisk. Sie beschloss nun, für die Schule in Nowosjolowo ein Steingebäude mit einem Wohnheim für das Lehrpersonal und einer Kinderkrippe zu bauen, sodass das ganze Jahr über gearbeitet werden konnte.
Während der Revolution 1905 verfasste Balandina Petitionen mit der Forderung nach Redefreiheit für die Gesellschaften zur Förderung der Grundschulbildung in Jenisseisk und Krasnojarsk. Darauf galt sie als politisch unzuverlässig, sodass sie das Gymnasium und den Volkslesesaal mit einem Kapital von 60.000 Rubel der Gesellschaft zur Förderung der Grundschulbildung in Jenisseisk übergab.

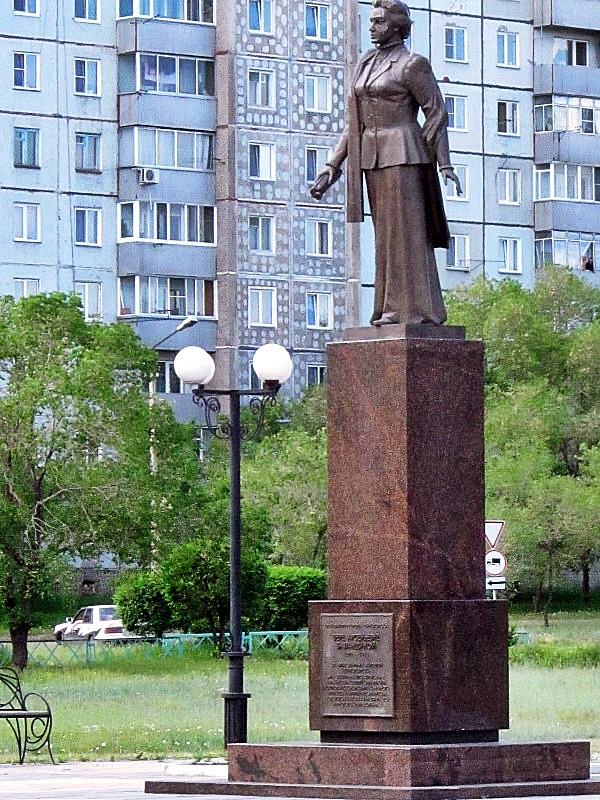
Balandina-Denkmal in Tschernogorsk

Balandina begann 1907 in der Ortschaft Karatigei (jetzt Teil Tschernogorsks) mit dem Abbau von Steinkohle, die für den Schiffstransport mit einer Schmalspurbahn zum Jenissei gebracht wurde. Im September 1907 wurde die Jenisseisker Gesellschaft zur Förderung der Grundschulbildung wegen Verbreitung illegaler Literatur aufgelöst, worauf Schulen infolge Geldmangels zu schließen begannen. Balandina wurde überwacht, und eine Verhaftung drohte. In dieser Zeit erkrankte ihr Sohn Alexei, sodass sie ihn zur Heilung nach Frankreich brachte. 1908 ließ sich die Familie in Moskau nieder, um den Kindern eine gute Schulbildung zu ermöglichen. Die Sommer verbrachten sie in Jenisseisk.
Das Projekt zum Bau der Eisenbahnstrecke von Atschinsk nach Minussinsk der Aktiengesellschaft Atschmindor wurde von Balandina 1911 begonnen. Im Oktober 1912 bestätigte die Regierung die Satzung für den Bau, und Balandina organisierte die Finanzierung in Höhe von etwa 35 Millionen Rubel mit St. Petersburger Banken. Wegen des Ersten Weltkriegs wurde der Bau unterbrochen, sodass 1916 der Verkehr nur auf einem Teilstück von 50 Werst eröffnet wurde. Erst 1925 wurde der Bau fertiggestellt.
Nach dem Tode ihres Mannes zog Balandina 1919 im Bürgerkrieg nach der Oktoberrevolution mit ihrer Familie nach Tomsk, wo sie ab 1920 als Chemikerin des Sibirischen Wissenschaftlichen Medizinischen Rates arbeitete. 1922 kehrte sie mit ihrem Sohn Alexei und ihrer Tochter Wiweja nach Moskau zurück, wo beide von der Universität Moskau angenommen wurden. Balandina arbeitete nun als wissenschaftliche Obermitarbeiterin 1. Ordnung und leitete die Bibliothek des Staatlichen Forschungsinstituts für Kolonisation.
Balandina führte 1927 ihre Untersuchungen der ätherischen Pflanzen bei Minussinsk an der Mündung des Abakans in den Jenissei fort und organisierte das Demonstrations- und Versuchsrevier Kulturny, das 1930 dem Minussinsker Versuchsfeld angegliedert wurde.
In Tschernogorsk wurde 2008 ein Denkmal für die Stadtgründerin Balandina des Bildhauers Konstantin Melatdinowitsch Sinitsch errichtet. In Wjatscheslaw Schischkows Roman Ugrjum-Reka (deutsch: Der dunkle Strom) kam Balandina als Nina Kuprijanowa vor.